# Karantänsflagg
Karantänsflagg är en signalflagga som hissas när ett fartyg är i karantän. Flaggan kallades populärt för pestflagga. År 1893 bestämdes att karantänsflagg skulle hissas om ett fartyg hade kolerafall ombord.